# Несь (озеро)
Несь — озеро в Заполярном районе Ненецкого автономного округа Архангельской области. Дореволюционное название озера — «Окладниково озеро». Исток Неси.
Озеро находится примерно в 60 километрах к северо-востоку от города Мезень. Площадь озера — 9,2 км², площадь водосбора — 26,3 км². Высота над уровнем моря — 48,8 м.
Озеро окружено болотами. По берегам подвержено зарастанию. Крупных притоков не имеет. На озере есть три острова: Буян, Килецкий и Колгов. Из южной оконечности озера вытекает река Несь.